# Las Chapas (Málaga)

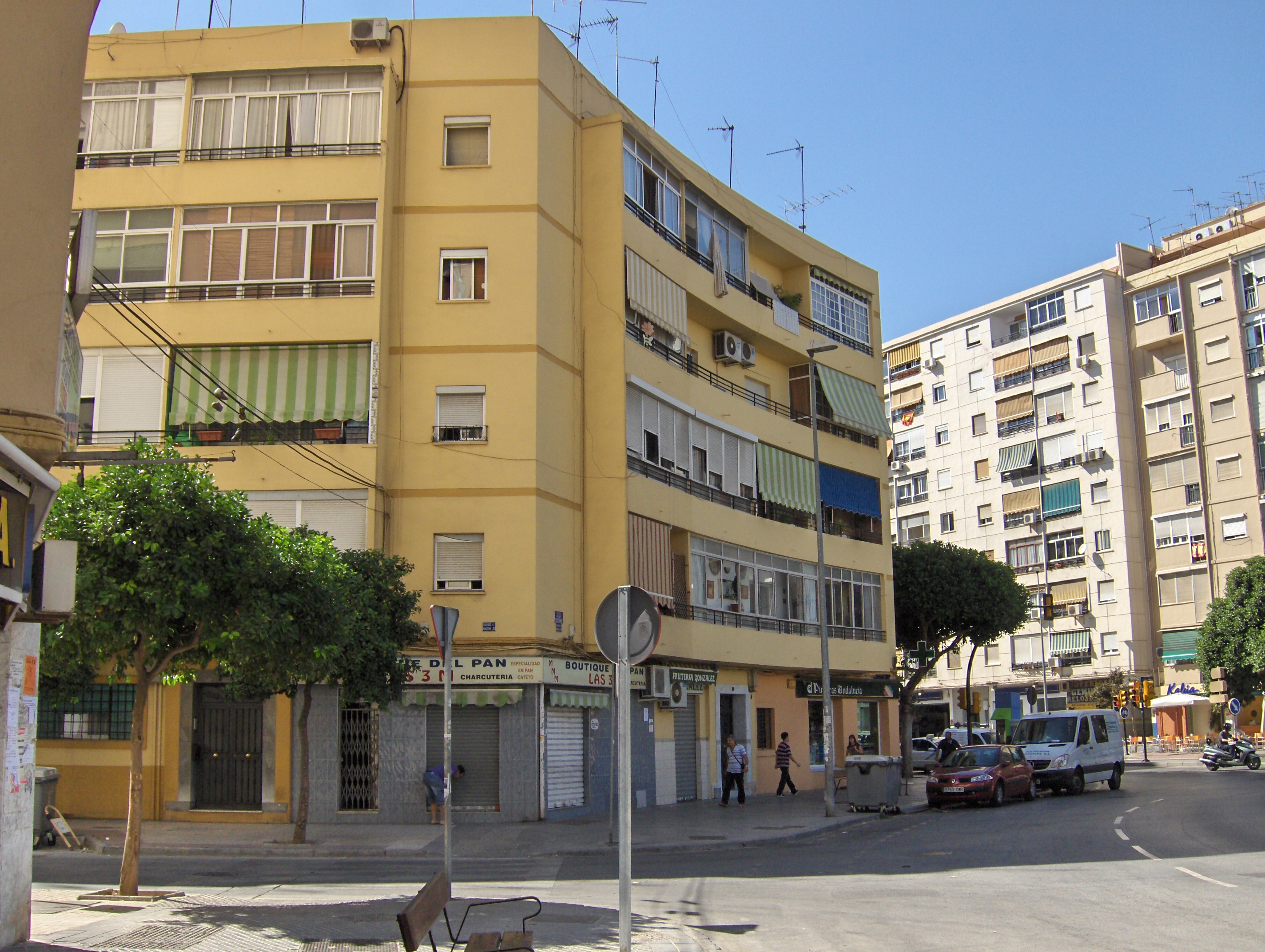
Viviendas en Las Chapas.

Las Chapas es un barrio enclavado entre los distritos Bailén-Miraflores y Cruz de Humilladero de la ciudad de Málaga, España. Según la delimitación oficial del ayuntamiento, limita al norte con Gamarra; al este, con La Trinidad; al sur, con Haza Cuevas y Arroyo del Cuarto; y al oeste con Nueva Málaga.

## Transportes
En autobús, queda conectado mediante las siguientes líneas de la EMT: 
| Línea | Trayecto                                                   | Recorrido | Frecuencia    |
| ----- | ---------------------------------------------------------- | --------- | ------------- |
| C1    | Circular 1                                                 | Recorrido | 12 minutos    |
| C2    | Circular 2                                                 | Recorrido | 11-12 minutos |
| 8     | El Palo (P. Virginia) Alameda Principal - Hospital Clínico | Recorrido | 13 minutos    |
| 15    | La Virreina - Santa Paula                                  | Recorrido | 11-12 minutos |
| 21    | Paseo del Parque - Puerto de la Torre                      | Recorrido | 12 minutos    |
| 23    | Paseo del Parque - Parque Cementerio                       | Recorrido | 25-30 minutos |
| 38    | Paseo del Parque - Granja Suárez                           | Recorrido | 20-25 minutos |
| N2    | Plaza de la Marina - Circular                              | Recorrido | 50-55 minutos |

Y las siguientes líneas interurbanas del Consorcio de Transporte Metropolitano del Área de Málaga:
| Línea | Trayecto        | Recorrido y Horarios | Plano | Operadora                      |
| ----- | --------------- | -------------------- | ----- | ------------------------------ |
| M-250 | Málaga-Almogía  | Recorrido y Horarios | Plano | Autocares Sierra de las Nieves |
| M-251 | Málaga-Colmenar | Recorrido y Horarios | Plano | Automóviles Casado             |